# Rödingen
Rödingen ist eine Ortschaft mit überwiegend agrikultureller Prägung in der Gemeinde Titz im Kreis Düren, Regierungsbezirk Köln in Nordrhein-Westfalen. Die besondere Verbundenheit mit dem Nachbarort Höllen würdigte die Verwaltung mit der Einrichtung eines zusätzlichen Wahlbezirks Rödingen-Höllen.
Die Gemeinschaft der Gemeinden Titz sowie die katholische Pfarrgemeinde St. Kornelius haben in Rödingen ihren Sitz.

## Lage
Rödingen liegt südlich von Ameln, westlich von Bettenhoven, östlich vom Jülicher Stadtteil Güsten und nördlich von Höllen in der Jülicher Börde.
Auf 50 57 40.04 N-Breite und 6 27 47.59 O-Länge, also etwas südlich vom 51 00 00.00 Breitengrad N der durch Grottenherten Am Bahndamm verläuft.

## Geschichte
Die erste Besiedlung ist zum Ende der Römerzeit etwa 350 n. Chr. nachgewiesen. Durch Rödingen verlief eine Römerstraße von Roermond nach Remagen. 1520 rastete Albrecht Dürer auf seiner Reise von Antwerpen in Rödingen.
Bis zur kommunalen Gebietsreform in Nordrhein-Westfalen war Rödingen Hauptort der Gemeinde Rödingen, zu der neben dem Kernort die Orte Höllen, Kalrath und Bettenhoven zählten. Die Zerschlagung der Alt-Gemeinde und Zuordnung zur Neu-Gemeinde Titz waren sehr umstritten und von heftigen Protesten begleitet, da die zentralörtliche Bedeutung der Ortschaft Titz schwer zu vermitteln war. Die Neuordnung wurde am 1. Januar 1972 wirksam.
Am 8. September 1965 wurde in der Pfarrkirche St. Kornelius der Brasilianer Adwalter Antonio Carnielli zum Kath. Priester geweiht.

### Name
Der Name leitet sich aus dem Grundwort „Rodung“ mit dem auf Menschengruppen verweisenden Suffix „-ingen“ ab. Nach den Regeln der Toponomastik ist die Bedeutung also „bei den Leuten auf der Rodung“.

### Krankenhaus
Rödingen hatte von 1891 bis 1958 also über 67 Jahre ein kleines Landkrankenhaus, das über die Grenzen des alten Kreises Jülich hinaus bekannt war.
Die Patienten wurden von den Franziskaner-Schwestern aus Olpe gepflegt und versorgt. Mit dem großen Garten waren die Schwestern in der Lage sich teilweise selbst zu versorgen. In der kleinen Kapelle St Josef, die Teil des Krankenhauskomplexes war, wurde die hl. Messen zelebriert und die eine oder andere Nottaufe durchgeführt.
Operationen wurden im Rödinger Krankenhaus nicht ausgeführt.
1931 übernahm Gustav Möhring aus Köln, als Nachfolger vom ehrwürdigen Sanitätsrat Meller, die Betreuung des Krankenhauses. In seiner Landpraxis und im Rödinger Krankenhaus leistet Möhring großartiges. Als 1946, durch die vielen Heimkehrer aus der Evakuierung und der Tatsache, dass es an Allem fehlte, eine schwere Typhus-Epidemie über Rödingen hereinbrach, richtete
Möhring im Krankenhaus notdürftig eine Isolierstation ein.
Nachdem in den 1920er Jahren die Hausgeburten weniger wurden, wurde das Entbindungszimmer zum wichtigsten Raum im Krankenhaus. Gemeinsam mit der dorfbekannten Hebamme, Gertrud Bücker, (Hevamme Drouud) brachte Möhring mehr als 2500 Kinder aus Rödingen, Höllen und den umliegenden Orten zur Welt. Am Ende seiner Wirkungszeit war es sein großer Stolz sagen zu können: Mehr als 2500 Kinder geboren und keine Mutter gestorben.

### Bürgewald
Rödingen gehört zu den so genannten Bürgewaldgemeinden, die Rechte am Bürgewald besaßen. Dies ist der Legende nach dem heiligen Arnold von Arnoldsweiler zu verdanken, durch den legendären „Ritt um den Bürgewald“. Hauptort der Bürgewaldgemeinden ist Arnoldsweiler. Dorthin mussten die Rödinger am Pfingstdienstag, später am Pfingstmontag, dem heiligen Arnold eine Kerze opfern. Dieser Wachszins wurde erst im 19. Jahrhundert aufgelöst.

### Bockwindmühle
Die Rödinger Bockwindmühle wurde am 10. Juli 1914 durch ein Feuer zerstört und nicht mehr wiederaufgebaut.
Sie stand im Feld, 108 grad östlich von Rödingen in Richtung
Quadrath-Ichendorf, an dem Kreuzungspunkt, der Verlängerung des Feldweges nach dem Mühlenend und dem Wirtschaftsweg von Bettenhoven zum Pappelhof, Ringofen Wirtz.
Schon 1597 wurde ihr Standort auf einer lokalen Flurkarte eingezeichnet.
Heute steht hier ein Feldkreuz, umrahmt von zwei Bäumen.

## Kirche

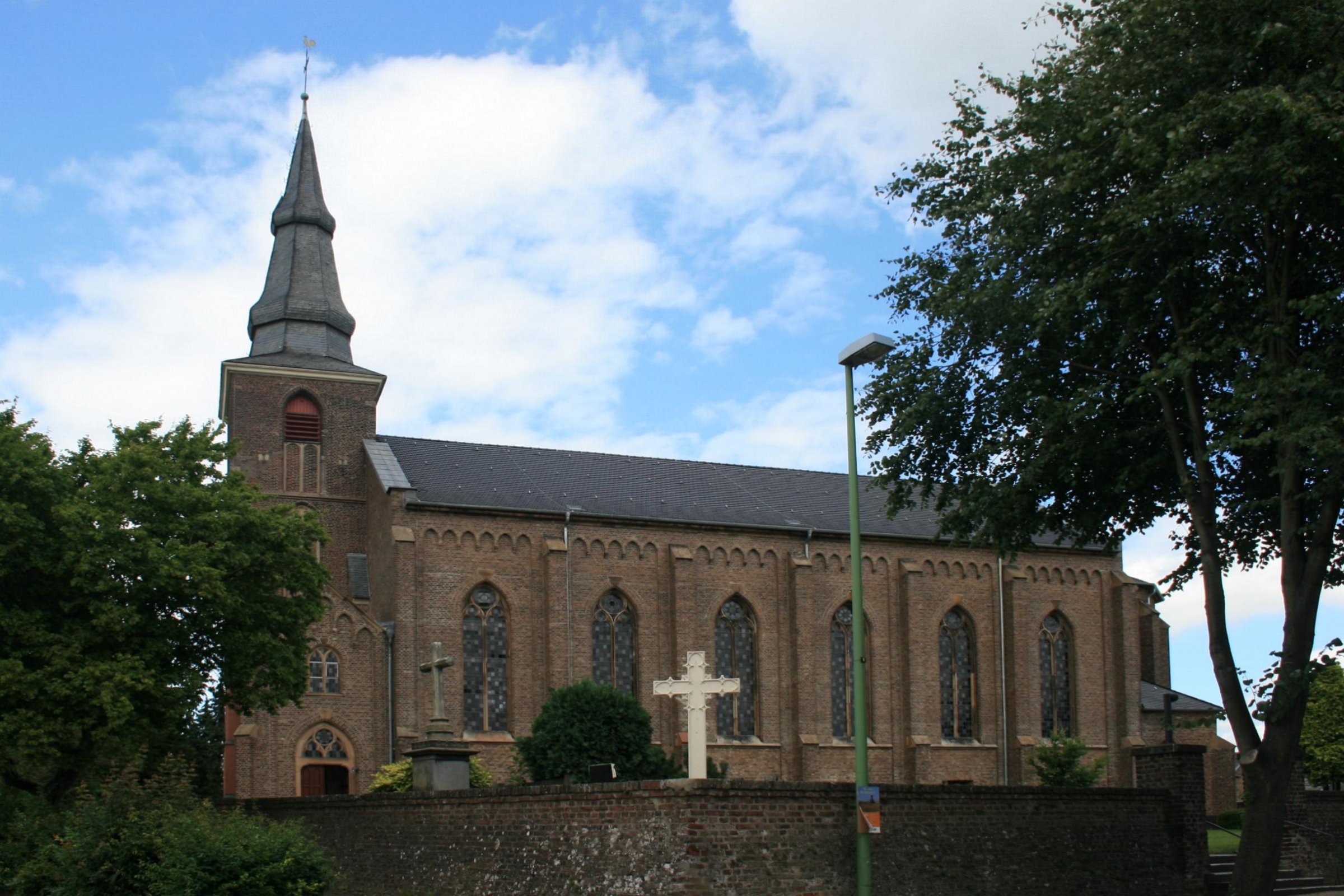
Kath. Pfarrkirche St. Kornelius

Die Kirche St. Kornelius ist die römisch-katholische Pfarrkirche von Rödingen.

## Bildung
Im Ort besteht ein zweigruppiger katholischer Kindergarten. Die Gemeinschaftsgrundschule wurde 2015 aufgelöst.

## Infrastruktur

### Wirtschaft
Das Dorf hat eine Hausarzt-Gemeinschaftspraxis, ein Lebensmittellädchen, Klön Cafe, Lottoannahmestelle, Reinigungsannahme, sowie mit einem DHL Paket Dienst, ein Lebensmittelgeschäft mit Gebäckverkauf und Kiosk, eine Postfiliale, eine von ehemals 5 Gaststätten, ein Kebaphaus, eine Bäckereifiliale von ehemals 4 selbstständigen Bäckereien und eine Eisdiele, die wegen des hohen Alters der Inhaberin (88) schließen musste, drei landwirtschaftliche Hofläden, drei Kfz-Betriebe und einen Kfz-Handel.
Der traditionsreiche, jährliche Cornelius Markt im September, hat über die Ortsgrenzen hinaus Käufer und Interessenten.
Die Zweigstelle der Sparkasse Düren wurde 2017 aufgegeben.

### Verkehr
Die Bundesstraße 55 verläuft südlich von Rödingen und führt zur Anschlussstelle Jülich-Ost der Bundesautobahn 44 und zur Anschlussstelle Bergheim der Bundesautobahn 61. Die nördlich liegende Anschlussstelle Titz der A 44 ist über die Nachbarorte Ameln und Titz zu erreichen.
Busse des öffentlichen Personennahverkehrs fahren sonntags den Ort nicht an. In der Woche fahren drei Buslinien. Die AVV-Buslinien 283 und 284 des Rurtalbus verbinden Rödingen mit Jülich, Jackerath und Elsdorf. Die VRS-Linie 950 der REVG hat als Endpunkte Rödingen und Köln-Weiden und führt ebenfalls über Elsdorf. Zusätzlich verkehrt zu bestimmten Zeiten ein Anruf-Sammel-Taxi der Rurtalbus.
| Linie | Betreiber | Verlauf |
| ----- | --------- | --- |
| 283   | Rurtalbus | Rödingen – Bettenhoven – Oberembt – Niederembt – Esch – Elsdorf |
| 284   | Rurtalbus | (Jülich Schulzentrum – Walramplatz – Neues Rathaus →) Jülich Bf/ZOB – Stetternich – Welldorf – Güsten – Höllen – Rödingen – Kalrath – Ameln – Titz – (Opherten – Mündt –) Jackerath |
| 950   | REVG      | Weiden Zentrum (Stadtb.) – Königsdorf Bf – Quadrath-Ichendorf Bf – Kenten – Bergheim Bf – Zieverich – Thorr – Grouven – Berrendorf – Giesendorf – Elsdorf – Angelsdorf – Esch – Niederembt – Frankeshoven – Oberembt – Bettenhoven – Rödingen |
| AST   | Rurtalbus | AnrufSammelTaxi: Mo–Fr abends, Sa nachmittags/abends, So Jülich Bf/ZOB – Jülich Innenstadt – Lich-Steinstraß / Stetternich – Pattern / Welldorf – Mersch / Serrest / Güsten – Hompesch / Sevenich / Höllen – Müntz / Spiel / Rödingen / Bettenhoven – Ameln / Hasselsweiler / Ralshoven – Gevelsdorf / Kalrath – Titz – Mündt / Opherten – Jackerath |

Rödingen ist am Radverkehrsnetz NRW angeschlossen, im Nachbarort Höllen befindet sich ein Knotenpunkt. Der Radwanderweg Wasserburgen-Route führt durch Rödingen. Die flache Landschaft der Jülicher Börde ist für Radfahrer ideal.

## Sehenswürdigkeiten

### Synagoge

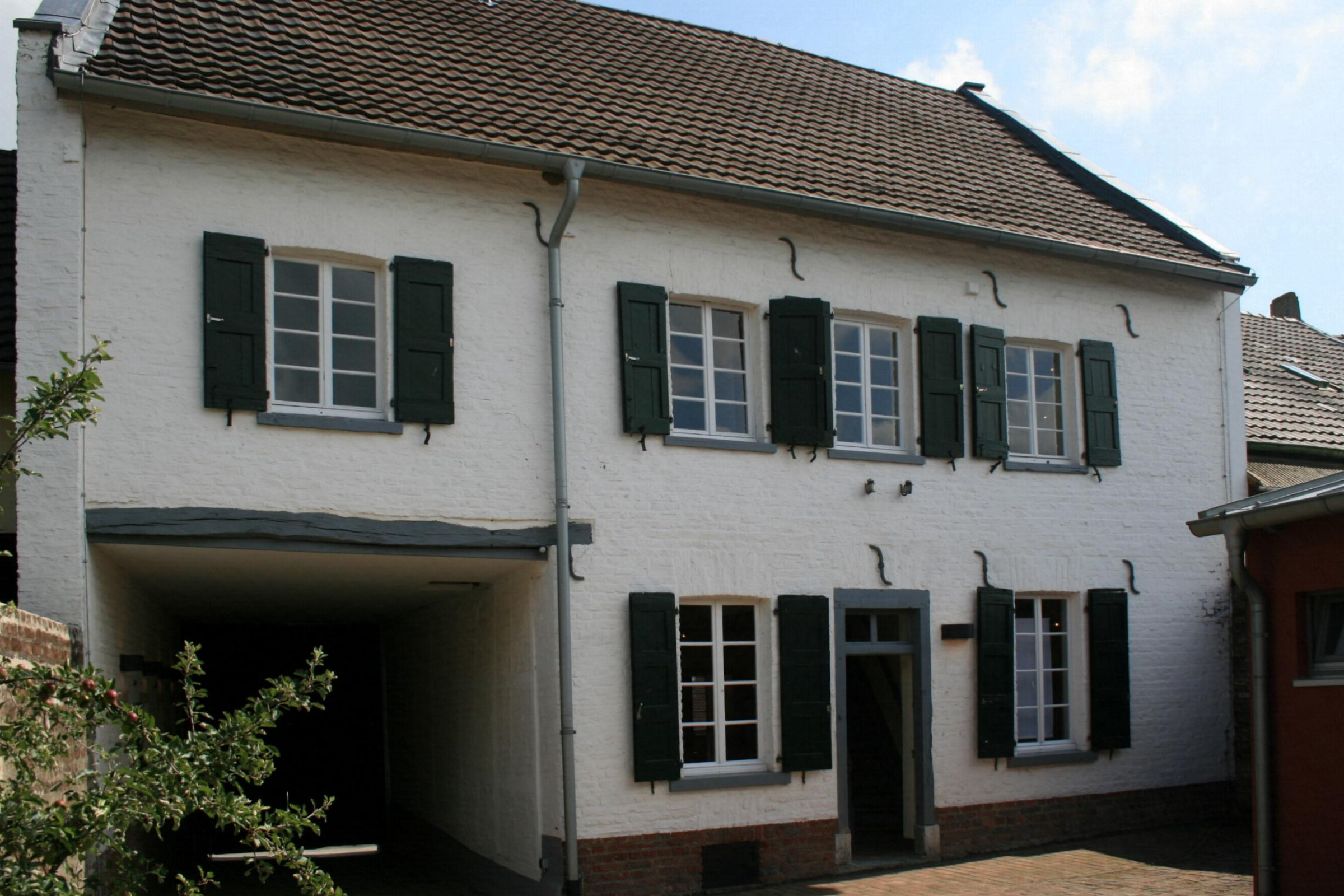
Ehem. Synagoge mit Vorsteher-Wohnhaus

Auf dem 1986 in die Denkmalliste der Gemeinde eingetragenen jüdischen Friedhof stehen noch 15 Grabsteine aus der Zeit von etwa 1850 bis 1910.

### Matronensteine

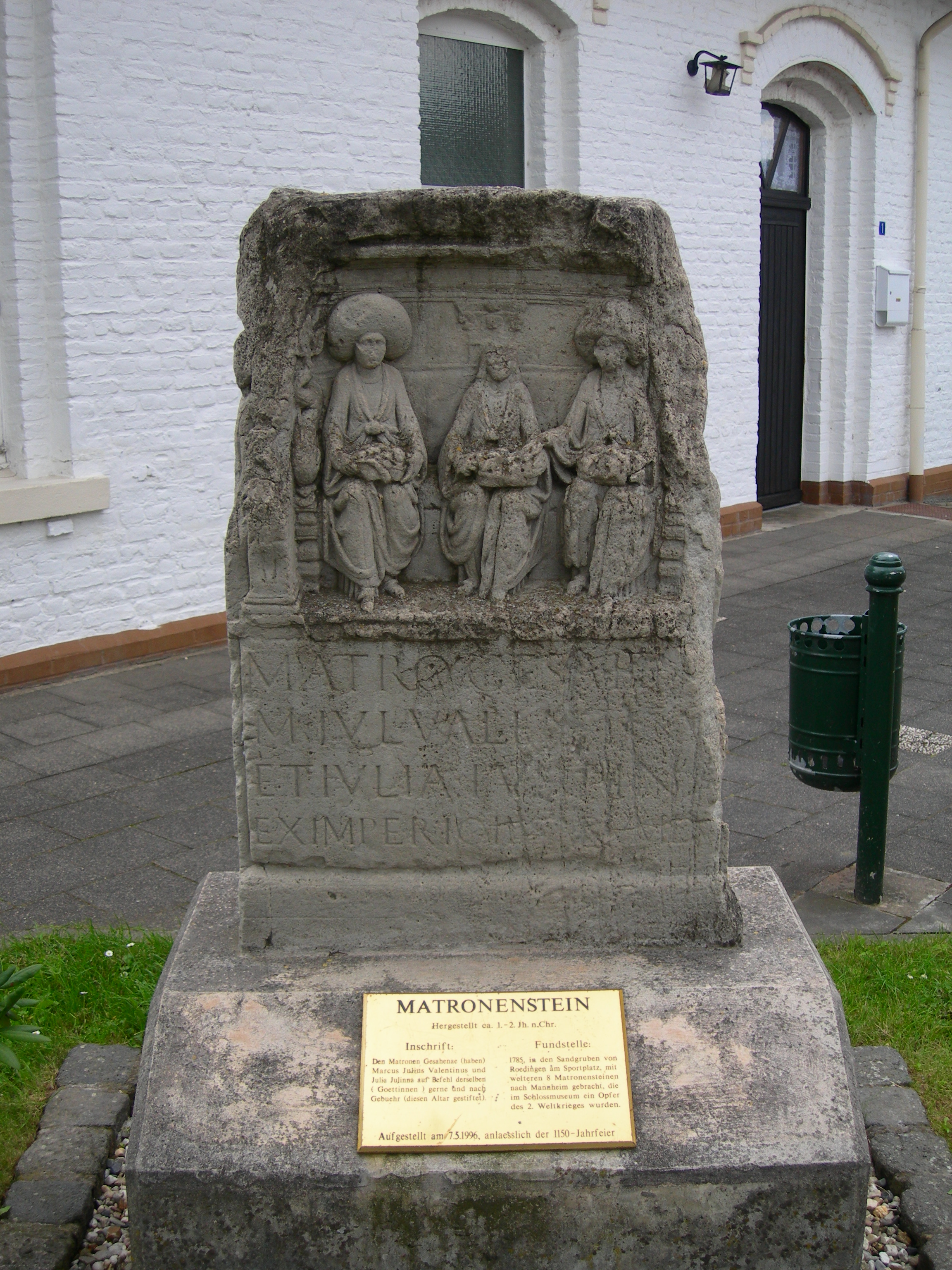
Matronenstein in Rödingen

Im Jahre 1785 wurden zwischen Rödingen und Höllen neun Matronensteine aus der römischen Siedlungsphase gefunden. Ein Stein ist erhalten, das Original steht im Reiss-Museum Mannheim, je ein Duplikat im Foyer des Rathauses Titz und in Rödingen, Ecke Hohe Straße/Platz. Die übrigen Steine wurden im Schlossmuseum Mannheim im Zweiten Weltkrieg zerstört. Der Stein in Rödingen ist den Matronae Gesahenae gewidmet, seine Inschrift lautet:

„(Für) die Göttinen Gesahenae  (haben) Marcus Julius Valentinus und Julia Julinna auf Befehl der Göttinnen gerne und in Übereinstimmung mit ihrem Gelübde diesen Altarstein errichtet“

## Vereine
- TTC 1956 Rödingen-Höllen e. V. – Tischtennis Club mit einer Herrenmannschaft.
- SV 1919 Rödingen-Höllen e. V. – Sportverein mit Radsport- und Fußballabteilung
- St. Seb. Schützenbruderschaft Rödingen e. V. – Schützenverein[8]
- Rödinger Historetten e. V.
- Geschichtsverein von Rödingen, Höllen, Bettenhoven und Kalrath e. V.
- Karnevalsgesellschaft 1949 Rot-Gold Rödingen-Höllen e. V.
- Männer-Gesang-Verein (MGV) von 1858 e. V.
- Interessengemeinschaft Mühlenplatz (Mühlenend)

## Persönlichkeiten
In Rödingen geboren:
- Johannes Badius (1548/1549–1597), reformierter Prediger[9]
- Klaus-Henning Krause (* 1947), Facharzt für Neurologie, Professor und Autor